# Kala Patthar
Kala Patthar ('roca negra' en nepalès i hindi) és una muntanya a l'Himalaia de Nepal, que es troba molt propera a la frontera amb Xina, i té una elevació de 5.644 metres i una prominència de tan sols 10 metres. Constitueix un cim marginal del Pumori, que apareix com un gran formació marró a la seva impressionant cara sud, al costat de la glacera del Khumbu. Molts dels senderistes que assoleixen el camp base de la muntanya Everest intenten aconseguir el seu cim. Les vistes des del Kala Patthar del Everest, Lhotse i Nuptse són impressionants en un dia clar.

## General
L'ascensió del Kala Patthar comença en Gorakshep (5.164 m), el camp base original de l'Everest. Després de creuar el jaç d'un vell llac (que ara té un petit llac i una pista d'aterratge d'helicòpters), l'ascensió comença amb una sèrie de pendents fins a aconseguir la part aquest de la muntanya. El camí es torna una altra vegada escarpat fins a aconseguir l'aresta que porta al cim. Des d'allí, en cinc o deu minuts d'escalada per grans pedres, s'aconsegueix el cim en la qual es troben banderes d'oració. La pujada en total sol portar d'hora i mitja a dues hores. Des de Lobuche calen entre dues i tres hores més.

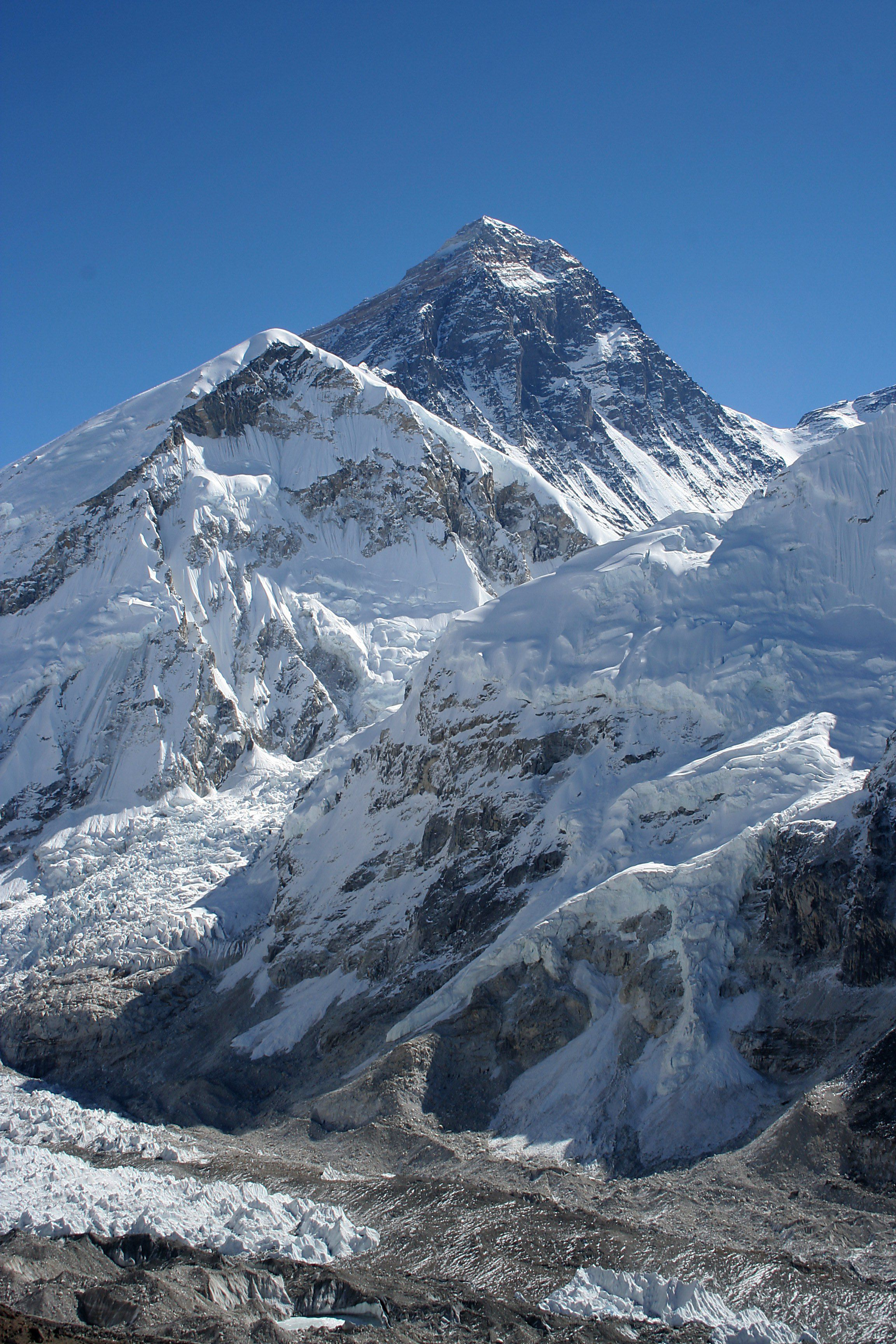
Everest vist des del Kala Patthar

L'elevació apareix de forma habitual com a 5.545 m. Altres fonts enumeren l'altura a 5.600 metres / 18.373 peus. El professor ajudant de la Universitat Estatal de Portland el Dr. Luis A. Ruedas va pujar una unitat de Garmin GPS eMap al cim el 6 de desembre de 2006. Aquestes unitats tenen la capacitat de consumir una mitjana sèrie de lectures de satèl·lit individuals, fent-les més precises que les màquines de lectura individuals. Una mitjana de 48 lectures a les 0625h hora local del Nepal, temperatura de -20 °C, el GPS registra la ubicació del cim a 27°59.750'N, 86°49.705'E (referència WGS84), i l'elevació com a 5.643 m. Fins i tot tenint en compte el fet que el cim pot tenir aproximadament un metre de pedres afegides com una fita de celebració, es tracta d'una discrepància respecte de les elevacions prèviament gravades. La mateixa unitat era coherent pel que fa a les elevacions prèviament gravades per Gorak a Shep i el campament base de l'Everest. A l'octubre de 2008, un GPS amb WAAS va registrar la cimera a 27°59.751'N, 86°49.705'E (referència WGS84) amb una elevació de 5.644,5 m, el que confirma les dades de 2006.
És possible que des Kala Patthar, que no és més que un cim de menor importància en una carena que porta al Pumori, diferents persones poden haver mesurat diferents cims. No és un cim de menor importància al llarg d'aquesta serralada, a prop de 27°59.51'N, 86°49.62'E amb una elevació d'aproximadament 5.545 m. El cim que es coneix tradicionalment com a Kala Patthar està però, completament adornat amb banderes d'oració, de manera que és molt fàcilment recognoscible. Està bastant clar que els excursionistes pugen a un dels màxim locals de la cresta Pumori, no a la cimera del Kala Patthar adequada. Aquest punt és clarament superior a la cimera del Kala Patthar, però el nom s'ha mantingut en l'ús popular.

## Galeria

Vistes de l'Everest i la glacera del Khumbu des del cim del Kala Patthar
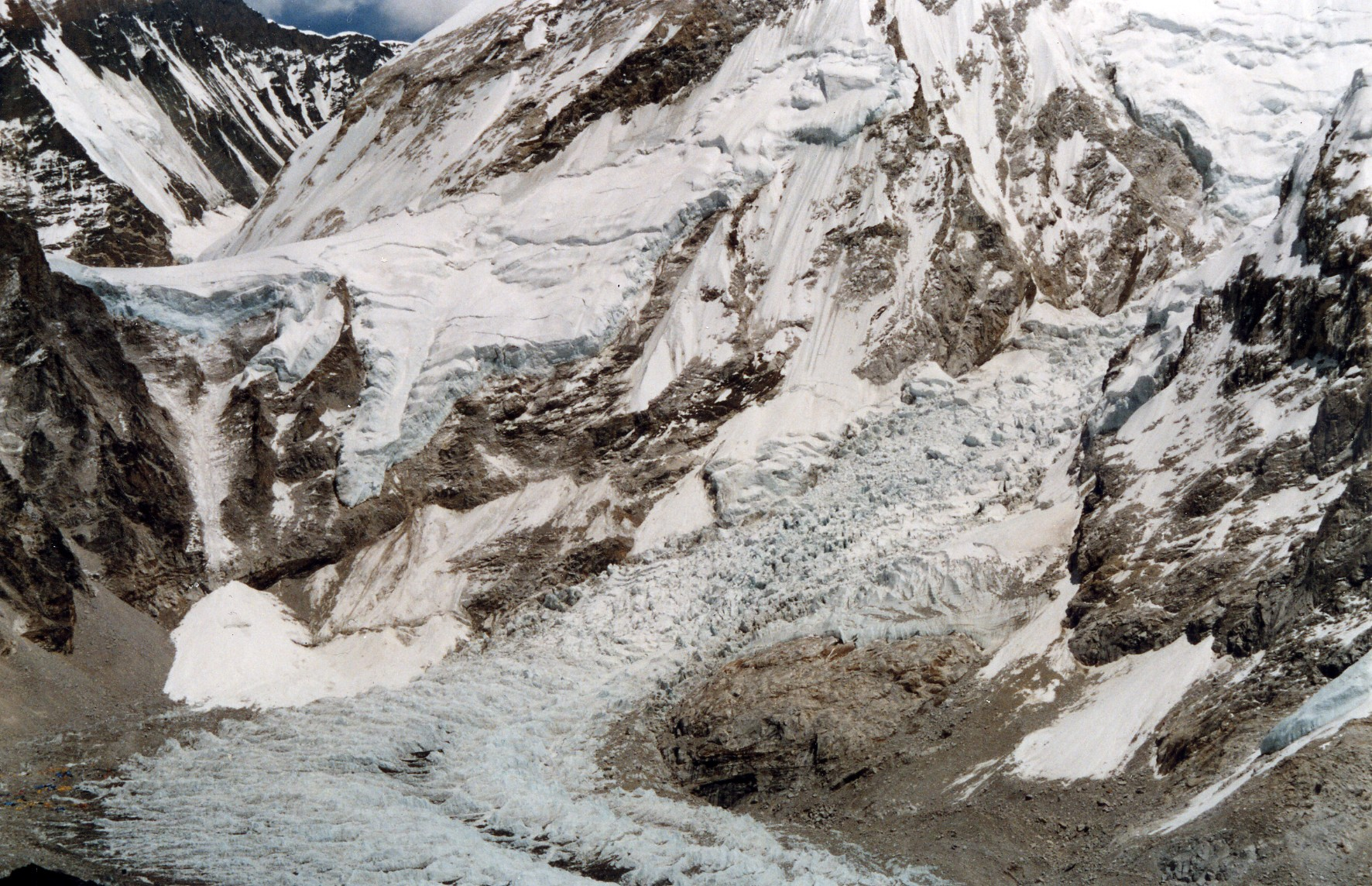
Camp Base nepalès de l'Everest al costat esquerrà del fons, amb el Khumbu a la dreta
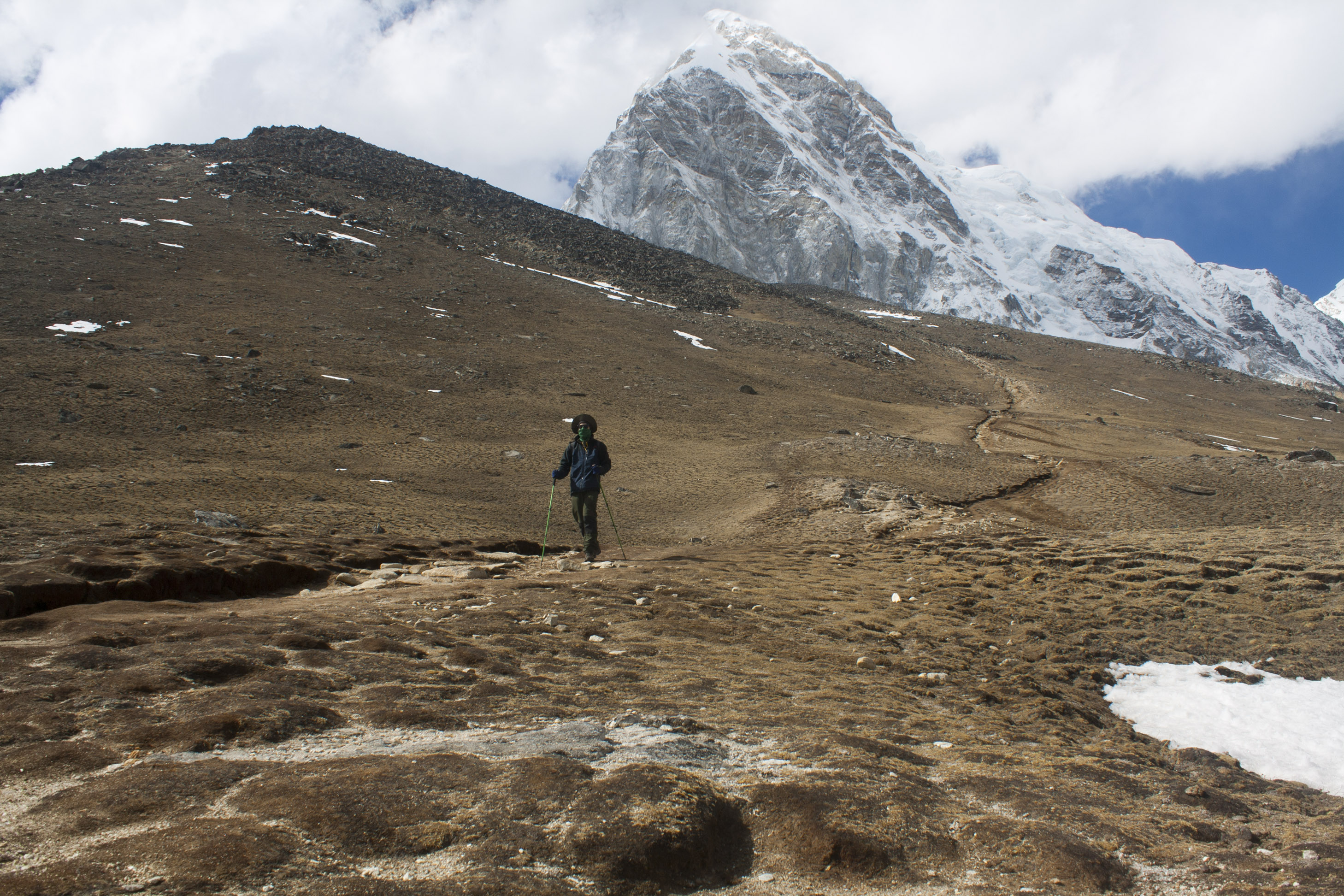
Una persona davallant pel camí del Kala Patthar
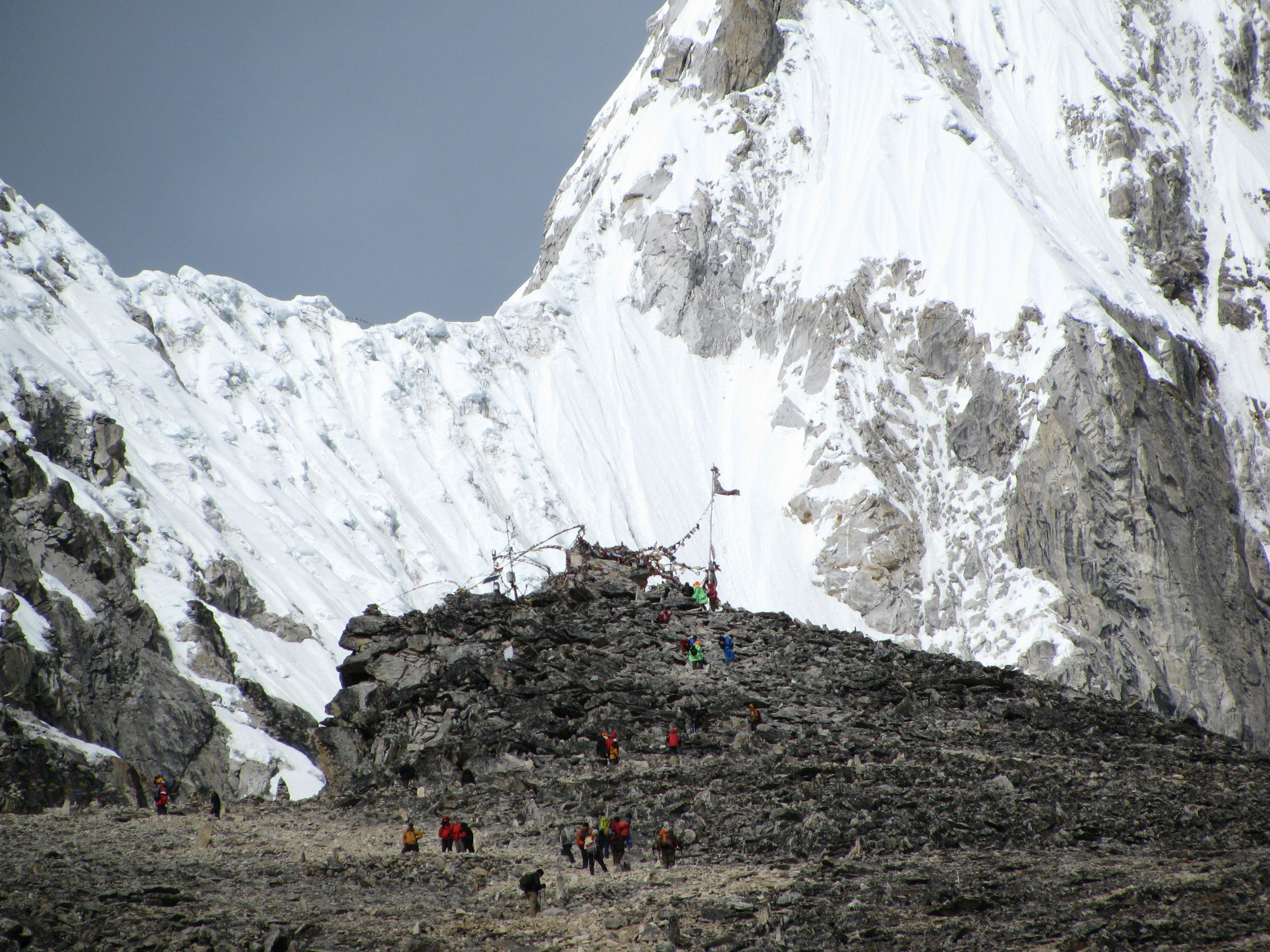
Prop del cim del Kala Patthar; el cim es troba solapat per la neu de les muntanyes distants
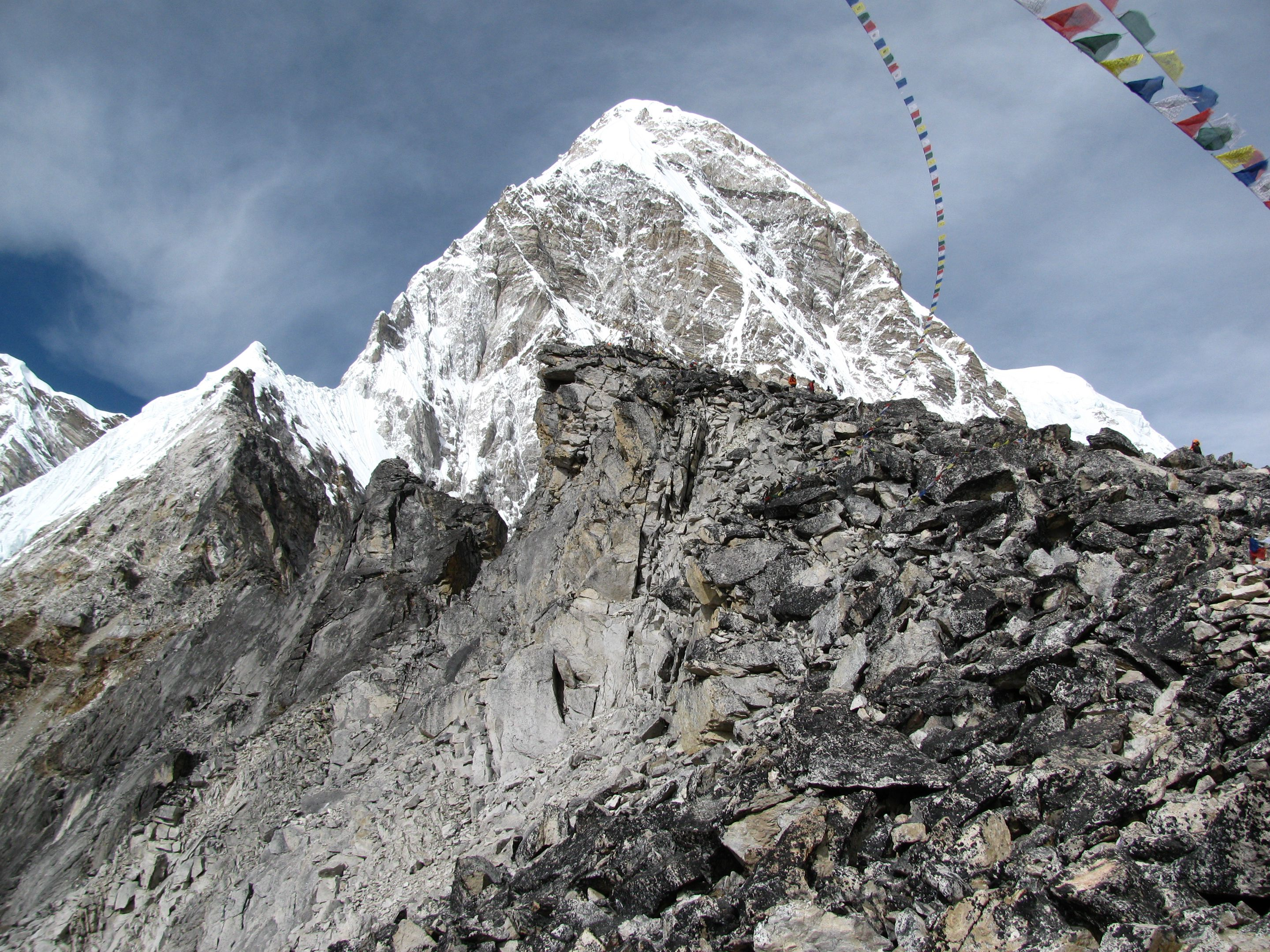
Una altra vista del cim de Kala Patthar, altra vegada amb el Pumori al fons